# Englos
Englos [ɑ̃ɡlo] est une commune française située dans le département du Nord, en région Hauts-de-France. Elle fait partie de la Métropole européenne de Lille.
La commune a été classée trois fleurs au concours des villes et villages fleuris.

## Géographie

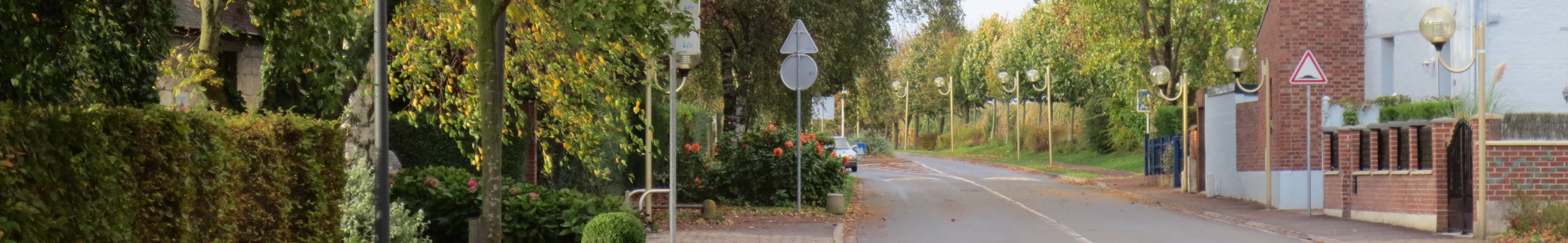
Vue panoramique d'Englos.

### Situation
Englos se situe dans le pays des Weppes en Flandre romane à 7 km à l'ouest de Lille (9 km par la route).

### Communes limitrophes
| Ennetières-en-Weppes |                          | Lille    |
| Escobecques          | Englos                   | Sequedin |
|                      | Hallennes-lez-Haubourdin |          |

### Hydrographie
La commune est située dans le bassin Artois-Picardie. Elle est drainée par la Becque et un autre petit cours d'eau,.

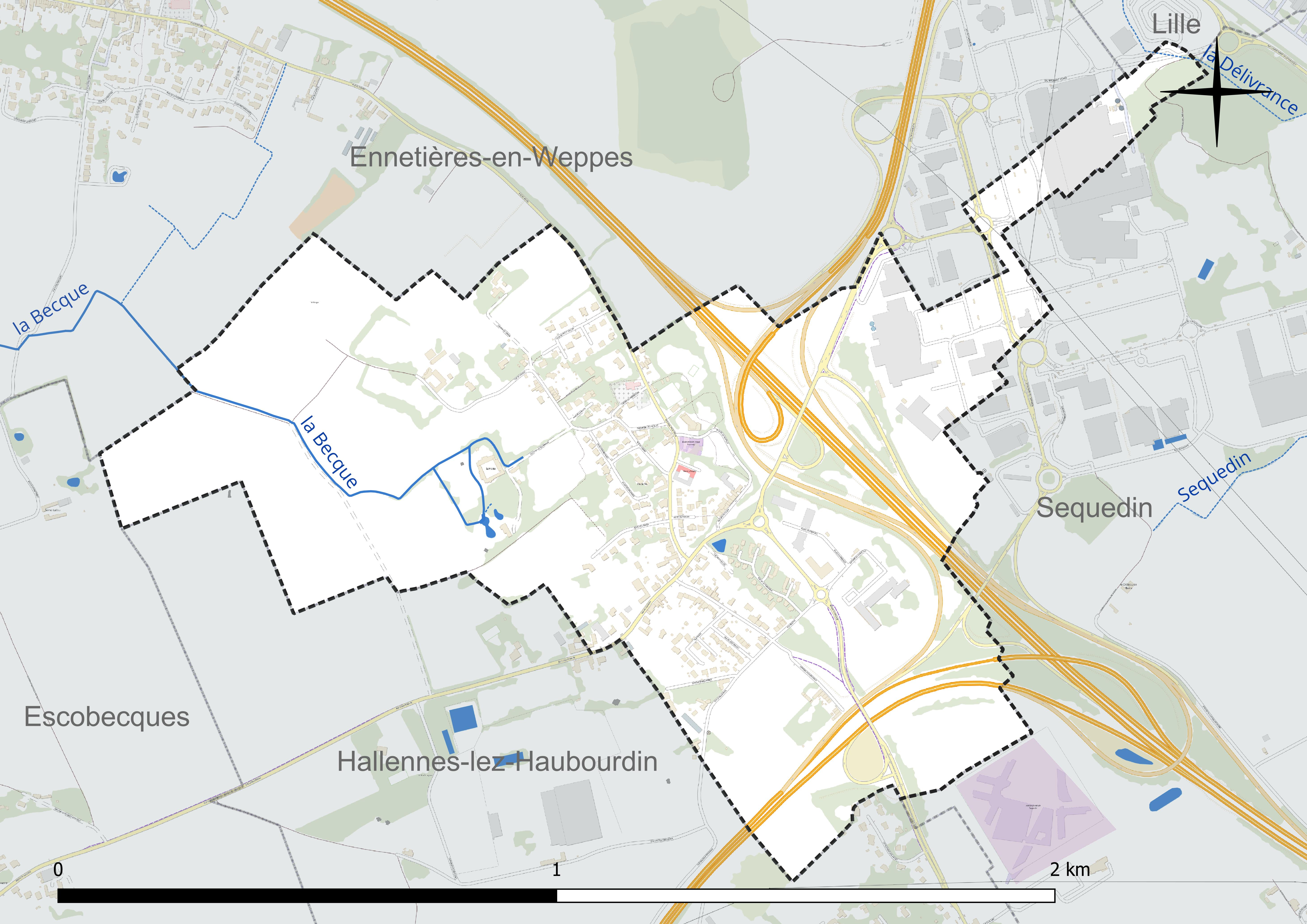
Réseau hydrographique d'Englos.

### Climat
Pour des articles plus généraux, voir Climat des Hauts-de-France et Climat du Nord.
En 2010, le climat de la commune est de type climat des marges montargnardes, selon une étude du CNRS s'appuyant sur une série de données couvrant la période 1971-2000. En 2020, Météo-France publie une typologie des climats de la France métropolitaine dans laquelle la commune est exposée à un climat océanique et est dans la région climatique  Nord-est du bassin Parisien, caractérisée par un ensoleillement médiocre, une pluviométrie moyenne régulièrement répartie au cours de l'année et un hiver froid (3 °C). 
Pour la période 1971-2000, la température annuelle moyenne est de 10,5 °C, avec une amplitude thermique annuelle de 14,2 °C. Le cumul annuel moyen de précipitations est de 673 mm, avec 11,9 jours de précipitations en janvier et 9,1 jours en juillet. Pour la période 1991-2020, la température moyenne annuelle observée sur la station météorologique la plus proche, située sur la commune de Lesquin à 12 km à vol d'oiseau, est de 11,3 °C et le cumul annuel moyen de précipitations est de 740,0 mm,. Pour l'avenir, les paramètres climatiques de la commune estimés pour 2050 selon différents scénarios d'émission de gaz à effet de serre sont consultables sur un site dédié publié par Météo-France en novembre 2022.

## Urbanisme

### Typologie
Au 1er janvier 2024, Englos est catégorisée ceinture urbaine, selon la nouvelle grille communale de densité à sept niveaux définie par l'Insee en 2022.
Elle appartient à l'unité urbaine de Lille (partie française), une agglomération internationale regroupant 60  communes, dont elle est une commune de la banlieue,,. Par ailleurs la commune fait partie de l'aire d'attraction de Lille (partie française), dont elle est une commune de la couronne,. Cette aire, qui regroupe 201 communes, est catégorisée dans les aires de 700 000 habitants ou plus (hors Paris),.

### Occupation des sols
L'occupation des sols de la commune, telle qu'elle ressort de la base de données européenne d'occupation biophysique des sols Corine Land Cover (CLC), est marquée par l'importance des territoires artificialisés (56,8 % en 2018), en augmentation par rapport à 1990 (10,1 %). La répartition détaillée en 2018 est la suivante : 
zones urbanisées (31,9 %), terres arables (27,1 %), zones industrielles ou commerciales et réseaux de communication (24,9 %), zones agricoles hétérogènes (16 %). L'évolution de l'occupation des sols de la commune et de ses infrastructures peut être observée sur les différentes représentations cartographiques du territoire : la carte de Cassini (XVIIIe siècle), la carte d'état-major (1820-1866) et les cartes ou photos aériennes de l'IGN pour la période actuelle (1950 à aujourd'hui).

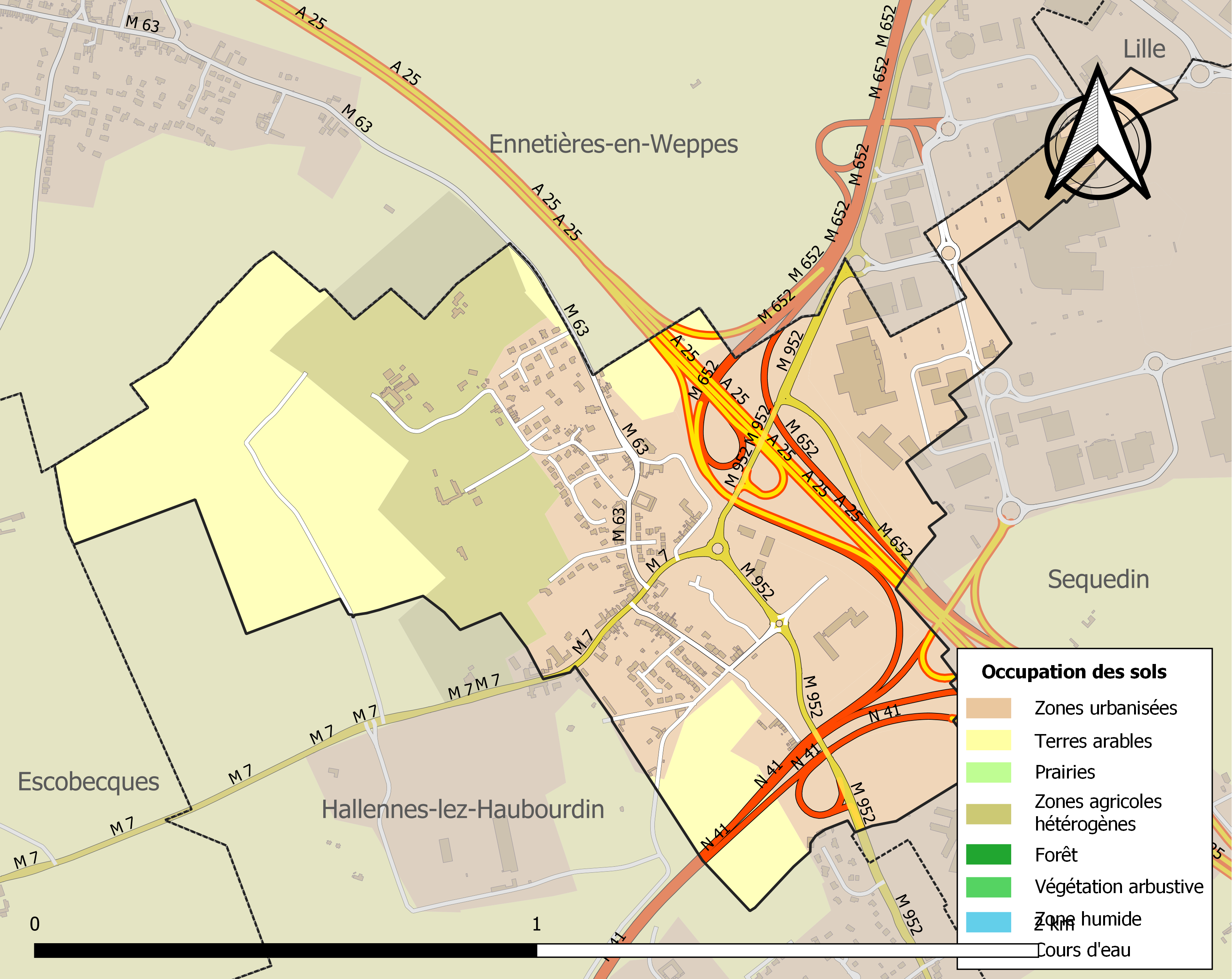
Carte des infrastructures et de l'occupation des sols de la commune en 2018 (CLC).

### Voies de communication et transports
La commune est desservie, en 2023, par les lignes 61, 62, 64, 65, 934, CO2, CO3 et par les lignes de transport à la demande 22R, 25R, 61R, 62R, 64R et 65R du réseau Ilévia.

## Toponyme
Noms anciens : Englos, en 1152, cartulaire de l'abbaye de Loos. Englos, Engelos, 1176, 1200.

## Histoire
L'origine du nom est incertaine. On trouve dans les chartes anciennes les noms de ENGELOUM, ENGLOUM, ENGLOSUM. Les étymologistes Magnier, Chotin, Gysseling pensent qu'il s'agit de la latinisation de mots nordiques. ANGI, INGE, ENGE désigneraient un pâturage tandis que LOO, LE, LO ou LAHAUS désigneraient une hauteur sablonneuse ou marécageuse. En vieux français ANGLE, ENGLE se dit pour COIN ou ANGLE, qui signifie étroit, resserré ? En ce cas Englos la justifierait assez puisque son territoire est plus long que large, il touche la commune d'Escobecques, à quelque 250 mètres de la Becque, où se déversent les eaux pluviales de la plaine, et s'étend par une langue de terre relativement étroite jusque celle de Lomme, au pavé de Sequedin. Quelques bornes de pierre en attestent les contours assez bizarres. Englos fait partie du territoire des Weppes,
Les religieux de Saint-Éloi, de Noyon, avaient un prieuré à Englos. Jean de Vendeville, évêque de Tournai, le donna aux jésuites de cette ville. Après la dissolution de cette société, on en vendit les biens en exécution d'un arrêt du Conseil d'État du 5 mars 1783. L'abbaye de Vezelay y avait aussi un prieuré qui, au XVIIe siècle, alla aux jésuites.

## Héraldique
| Armes d'Englos (Nord) | Les armes d'Englos se blasonnent ainsi : « De sable à l'écu d'argent. » |

## Politique et administration
Maire de 1802 à 1808 : F. Becquart,.
| Période                                  | Période   | Identité          | Étiquette | Qualité |
| ---------------------------------------- | --------- | ----------------- | --------- | ------- |
| Les données manquantes sont à compléter. |           |                   |           |         |
| avant 1988                               | ?         | Philippe Descamps |           |         |
| mars 2001                                | mars 2008 | Jacques Pastour   |           |         |
| mars 2008                                | 2020      | Henri Leturgie    |           |         |
| 2020                                     | En cours  | Martine Simon     |           |         |

## Population et société

### Démographie

#### Évolution démographique
L'évolution du nombre d'habitants est connue à travers les recensements de la population effectués dans la commune depuis 1793. Pour les communes de moins de 10 000 habitants, une enquête de recensement portant sur toute la population est réalisée tous les cinq ans, les populations de référence des années intermédiaires étant quant à elles estimées par interpolation ou extrapolation. Pour la commune, le premier recensement exhaustif entrant dans le cadre du nouveau dispositif a été réalisé en 2008.

En 2022, la commune comptait 616 habitants, en évolution de +1,65 % par rapport à 2016 (Nord : +0,51 %, France hors Mayotte : +2,11 %).
| 1793 | 1800 | 1806 | 1821 | 1831 | 1836 | 1841 | 1846 | 1851 |
| ---- | ---- | ---- | ---- | ---- | ---- | ---- | ---- | ---- |
| 337  | 222  | 348  | 340  | 326  | 356  | 341  | 322  | 331  |

| 1856 | 1861 | 1866 | 1872 | 1876 | 1881 | 1886 | 1891 | 1896 |
| ---- | ---- | ---- | ---- | ---- | ---- | ---- | ---- | ---- |
| 338  | 389  | 419  | 438  | 446  | 484  | 482  | 478  | 459  |

| 1901 | 1906 | 1911 | 1921 | 1926 | 1931 | 1936 | 1946 | 1954 |
| ---- | ---- | ---- | ---- | ---- | ---- | ---- | ---- | ---- |
| 456  | 468  | 474  | 268  | 342  | 320  | 302  | 299  | 281  |

| 1962 | 1968 | 1975 | 1982 | 1990 | 1999 | 2006 | 2008 | 2013 |
| ---- | ---- | ---- | ---- | ---- | ---- | ---- | ---- | ---- |
| 341  | 345  | 367  | 436  | 510  | 507  | 559  | 574  | 561  |

| 2018 | 2022 | - | - | - | - | - | - | - |
| ---- | ---- | - | - | - | - | - | - | - |
| 613  | 616  | - | - | - | - | - | - | - |

#### Pyramide des âges
La population de la commune est relativement jeune.
En 2018, le taux de personnes d'un âge inférieur à 30 ans s'élève à 36,2 %, soit en dessous de la moyenne départementale (39,5 %). À l'inverse, le taux de personnes d'âge supérieur à 60 ans est de 22,2 % la même année, alors qu'il est de 22,5 % au niveau départemental.
En 2018, la commune comptait 306 hommes pour 307 femmes, soit un taux de 50,08 % de femmes, légèrement inférieur au taux départemental (51,77 %).
Les pyramides des âges de la commune et du département s'établissent comme suit.
| Hommes | Classe d’âge | Femmes |
| ------ | ------------ | ------ |
| 1,3    | 90 ou +      | 0,7    |
| 2,3    | 75-89 ans    | 7,2    |
| 17,0   | 60-74 ans    | 16,0   |
| 21,9   | 45-59 ans    | 21,2   |
| 19,9   | 30-44 ans    | 20,2   |
| 14,7   | 15-29 ans    | 13,7   |
| 22,9   | 0-14 ans     | 21,2   |

| Hommes | Classe d’âge | Femmes |
| ------ | ------------ | ------ |
| 0,5    | 90 ou +      | 1,4    |
| 5,3    | 75-89 ans    | 8,1    |
| 14,8   | 60-74 ans    | 16,2   |
| 19,1   | 45-59 ans    | 18,4   |
| 19,5   | 30-44 ans    | 18,7   |
| 20,7   | 15-29 ans    | 19,1   |
| 20,2   | 0-14 ans     | 18     |

## Lieux et monuments
- L'église Sainte-Marie-Madeleine, classée monument historique en 1920[24].
- Saint Calixte, pape, était jadis la cause de fréquents pèlerinages dans l'église d'Englos où il était honoré, du temps où fonctionnait un prieuré dépendant de l'abbaye Saint-Éloi de Noyon.

## Vie économique
Englos-les-Géants est l'un des plus importants complexes commerciaux de l'agglomération lilloise, les groupes Auchan, Norauto et Décathlon  y ont implanté leurs premiers magasins.

## Pour approfondir